# Luchthavenidentificatiecode
Om een luchthaven te identificeren worden er luchthavenidentificatiecodes gebruikt. Er worden twee verschillende standaardcodes gebruikt: FAA/IATA-codes en de ICAO-codes.

## IATA-luchthavencode
De drieletterige IATA codes worden bepaald door de IATA met  de hoofdzetel gelegen in Montreal. Deze code wordt gebruikt onder andere op de koffers bij het inchecken, op de vliegtickets, in code-sharing-databases van Skyteam, Oneworld alliantie en Star Alliance, in mondiale boekingssystemen (CRS) zoals Amadeus GDS, Worldspan, Sabre en Galileo GDS en in de reisbrochures.
De code is vaak een afkorting van de naam van de luchthaven of de stad. Zo is de IATA-code voor Brussels Airport: BRU, voor Luchthaven Schiphol: AMS, voor Luchthaven Zürich: ZRH. Doch niet alle codes zijn uniek; van de 17.576 mogelijke codes zijn er 323 die voor meer dan één luchthaven gebruikt worden.
De IATA maakt ook standaarden voor de barcodes die bij het inchecken gebruikt worden, evenals standaarden voor de elektronische etikettering, en is ook actief bij de RFID-tags (=radiofrequentie-identificatie) van de bagage.
IATA heeft ten behoeve van de Rail&Fly-systemen ook IATA-treinstationcodes uitgegeven.

## ICAO-code
De vierletterige ICAO-codes worden bepaald door de Internationale Burgerluchtvaartorganisatie en worden gebruikt door piloten en de luchtverkeersleiding. In tegenstelling tot de IATA-codes heeft elke luchthaven wel een unieke code. ICAO-codes kunnen ook delen van het luchtruim aanduiden, beheerd door een bepaalde luchtverkeersleidingsorganisatie. Verder kan aan weerstations (zowel bemande als automatische) een ICAO-code zijn toegekend.
De Belgische luchthavencodes beginnen allemaal met EB, en de Nederlandse met EH. Zo is de code voor Brussels Airport EBBR en die van Luchthaven Schiphol EHAM.
De luchthavencode heeft ook een uitleg:
bijvoorbeeld: EHAM (Amsterdam)
- E urope,
- H olland,
- A msterda M

ook bijvoorbeeld: EHBK (Beek)
- E urope,
- H olland,
- B ee K

in Brussel: EBBR
- E urope,
- B elgium,
- B R ussel

## FAA-code
In de Verenigde Staten sluiten FAA-luchthavencodes aan bij die van IATA. Vaak zijn dit codes voor kleine openbare of privéluchthavens.